# Trogoderma carteri
Trogoderma carteri is een keversoort uit de familie spektorren (Dermestidae). De wetenschappelijke naam van de soort werd in 1942 gepubliceerd door Armstrong.